# Nassim Nicholas Taleb

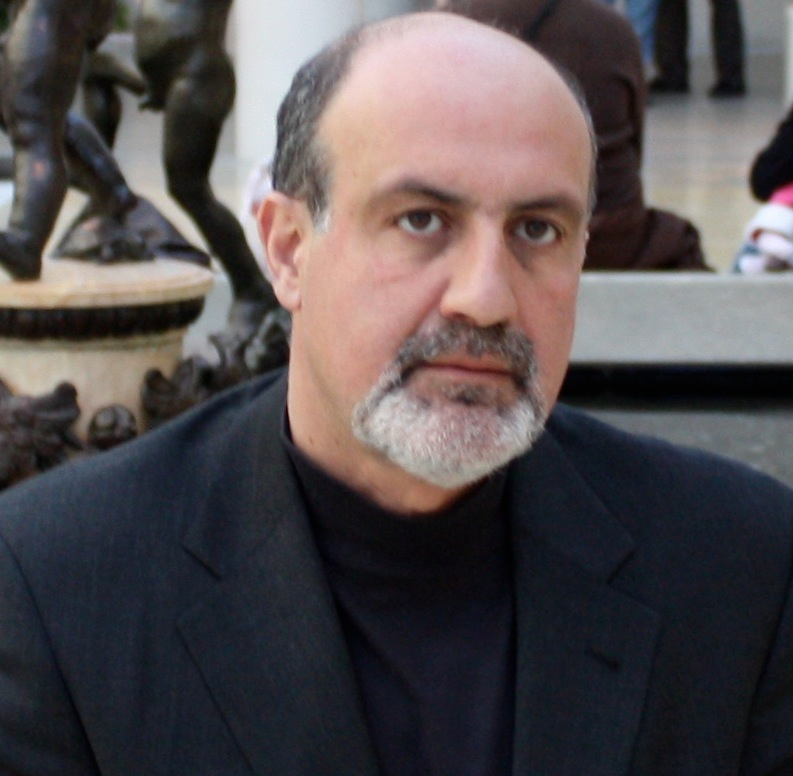
Nassim Nicholas Taleb (2010)

Nassim Nicholas Taleb ([ˈʈɑːləb]; arabisch نسيم نيقولا نجيب طالب; * 1. Januar 1960 in Amioun, Libanon) ist ein Essayist und Forscher in den Bereichen Statistik, Zufall und Epistemologie und ehemaliger Finanzmathematiker. Er arbeitete als Spezialist für komplexe Finanzderivate in mehreren Wall-Street-Unternehmen. Dann begann er eine zweite Karriere als Wissenschaftler und beschäftigte sich mit den Methoden der Berechnung und Interpretation von Zufallsereignissen und dem Umgang mit unvorhergesehenen seltenen, aber mächtigen Ereignissen (von ihm „Schwarze Schwäne“ genannt).
Taleb hat es zu seinem Stil gemacht, seine wissenschaftlichen Texte mit autobiografischen Anekdoten auszuschmücken.

## Leben
Talebs Wurzeln liegen in Amioun im Libanon. Er stammt aus einer griechisch-orthodoxen Familie und ist Sohn von Najib Taleb, einem Onkologen und Anthropologen, und Minerva Ghosn. Seine Familie spielte eine bedeutende Rolle in der libanesischen griechisch-orthodoxen Gemeinschaft. Mütterlicherseits waren sowohl sein Großvater als auch sein Urgroßvater Vizepremierminister des Libanons; väterlicherseits war sein Großvater Richter am obersten Gerichtshof und sein Ur-Ur-Ur-Ur-Großvater war Gouverneur der osmanischen semi-autonomen Provinz Libanon. Im Libanesischen Bürgerkrieg ab 1975 verlor die Familie ihren Einfluss und ihren Reichtum.
Taleb schloss als Master of Business Administration an der Wharton School der University of Pennsylvania sowie unter Hélyette Geman als Ph.D. in Betriebswissenschaft an der Universität Paris-Dauphine ab.
Er war Distinguished Professor für Risikoanalyse am Polytechnischen Institut der New York University und Gastprofessor für Marketing (Kognitionswissenschaft) an der London Business School. Zudem war er Professor an der University of Massachusetts Amherst, außerordentlicher Professor für Mathematik am Courant Institute der New York University und Fakultätsmitglied an der Wharton School.
Sein ehemaliges Unternehmen Empirica LLC beteiligt sich an Hedgefonds und betreibt Forschung, doch der Hauptteil der Geschäftstätigkeit besteht aus Strategien zum Portfolio-Schutz für Hedgefonds. Taleb ist Berater von Universa Investments, einem Investmentunternehmen, das sich auf asymmetrische Auszahlungen spezialisiert.
Als Börsenhändler ging Taleb mit einer skeptischen Haltung an die übliche mathematische Betrachtungsweise gegenüber Risiko und Ungewissheit heran, und er misstraute den herrschenden mathematischen Modellen und statistischen Interpretationen. Er zeigte die Geringschätzung des Praktikers für Akademiker im „Elfenbeinturm“. Seine früheren Arbeitgeber waren UBS, CS-First Boston, Banque Indosuez, CIBC-Wood Gundy, Bankers Trust, BNP Paribas sowie Chicago Mercantile Exchange.
Taleb sieht sich weniger als Geschäftsmann, mehr als einen Epistemologen des Zufalls, der durch Börsenhandel persönliche Unabhängigkeit erlangte. Das legt er in seinem Buch Narren des Zufalls (original: Fooled by Randomness) dar, es erschien 2001 und wurde zum Kultbuch an der Wall Street und in 23 Sprachen übersetzt.
Taleb spricht fließend Englisch, Französisch, klassisches Arabisch und Libanesisch-Arabisch, beherrscht auch Italienisch und Spanisch und liest klassische Texte in Griechisch, Latein, Aramäisch und Hebräisch sowie in kanaanäischer Schrift.

## Zufall und die Unvorhersagbarkeit von Ereignissen
Taleb bezeichnet sich als „skeptischen Empiristen“. Die Skepsis bezieht sich auf ‚rationale‘ Modelle und Erklärungen von Phänomenen (oder Datenreihen), die er als platonisch bezeichnet. Deren Brauchbarkeit werde generell überschätzt; zugleich werde das Auftreten unvorhersehbarer und nicht zu erklärender Ereignisse (oder zufälliger Veränderungen in Datenreihen) unterschätzt. Taleb bezieht dies unter anderem auf Naturwissenschaftler, Ökonomen, Historiker, politische Entscheidungsträger, Geschäftsleute und Bankiers. Er stellt sich in die Tradition skeptischer Philosophen wie Sokrates, Sextus Empiricus, Al-Ghazali, Pierre Bayle, Michel de Montaigne, David Hume und Karl Popper. Taleb ist der Auffassung, dass wir viel weniger wissen, als wir zu wissen meinen, und dass die Vergangenheit nicht in naiver Weise dazu benutzt werden sollte, die Zukunft zu prognostizieren.
Taleb konzentriert sich inzwischen auf die Forschungstätigkeit im Bereich der Philosophie des Zufalls und die Rolle von Unbestimmtheit in Wissenschaft und Gesellschaft mit besonderem Gewicht auf der Geschichtsphilosophie und der Rolle glücklicher oder unglücklicher Zufallsereignisse mit großen Auswirkungen, die er „schwarze Schwäne“ (black swans) nennt.
Viele Menschen betrachten die Welt als geordnet und grundsätzlich verstehbar und unterschätzen oder ignorieren Taleb zufolge deshalb die Möglichkeit unvorhersehbarer Ereignisse mit großen positiven oder negativen Auswirkungen – „schwarze Schwäne“ (siehe auch Ambiguitätstoleranz). Taleb bezeichnet dies als „platonischen Fehlschluss“. Das Bevorzugen von Ordnungen und gleichzeitige Abwerten von Zufällen zeige sich unter anderem in drei kognitiven Verzerrungen:
1. Die narrative Verzerrung (narrative fallacy) schafft eine Erzählung, um einem nicht vorhergesehenen, zufälligen Ereignis nachträglich Plausibilität zu verleihen.
2. Die ludische Verzerrung (ludic fallacy) bewirkt die Auffassung, der unstrukturierte Zufall im Leben gleiche dem strukturierten Zufall in Spielen (Glücksspiel, Kasino). Taleb beanstandet die unreflektierte Anwendung von Modellen der modernen Wahrscheinlichkeitstheorie wie dem Random Walk.
3. Die statistisch-regressive Verzerrung (statistical regress fallacy) führt zu der Auffassung, dass sich das Wesen einer Zufallsverteilung aus einer Messreihe erschließen lässt.

Dementsprechend beschreibt Taleb hinsichtlich der Deutung von Geschichte und ihrer Auswirkung auf die Gegenwart ein „Triplett der Opazität“ (triplet of opacity):
1. die Illusion, gegenwärtige Ereignisse zu verstehen,
2. die retrospektive Verzerrung historischer Ereignisse,
3. die Überbewertung von Sachinformation, kombiniert mit einer Überbewertung der intellektuellen Elite.

Wissen und Technologie werden Taleb zufolge eher durch „stochastische Bastelei“ geschaffen und kaum durch zielgerichtete rationale Forschung. Er stellt sich gegen sozialwissenschaftliche Theorien und unterstützt dagegen das Experimentieren und Sammeln von Fakten. Er lehnt es ab, platonische Theorien zu bilden, die Fakten diktieren und nicht analysieren wollen. Im Einklang mit der Ablehnung von auf Platon beruhenden oder ihm ähnelnder Sichtweisen widerstrebt es Taleb, wenn seine Ideen „Theorien“ genannt werden. Da er sich gegen allgemeine Theorien und Top-down-Konzepte stellt, verwendet er nie das Wort „Theorie“ in Verbindung mit dem „schwarzen Schwan“. Der Ausdruck Black Swan theory ist für ihn ein Widerspruch in sich, und er fordert seine Leser auf, den „schwarzen Schwan“ nicht zu „platonifizieren“. Vielmehr würde Taleb seine Überlegung als „Anti-Theorie“ oder „Schwarze-Schwan-Vermutung“ (Black Swan conjecture) bezeichnen.
Er lehnt die akademische Aura von Wirtschaftstheorien ab. Seiner Meinung nach leiden auch sie unter dem Problem der Theoriefindung.
In seinem im April 2007 publizierten Buch Der Schwarze Schwan warnte Taleb vor den Gefahren, die durch die Konzentration und gegenseitige Abhängigkeiten im Bankenwesen geschaffen werden. Er sah insbesondere Institutionen wie Fannie Mae einem extremen Risiko ausgesetzt und kritisierte Wissenschaftler, welche dieses Risiko herunterspielten. Nach seinen Strategien geführte Anlagen erwirtschafteten in der letzten Finanzkrise zudem massive Gewinne. Nach wissenschaftlichem Diskurs um die Anwendbarkeit der Metapher schlugen Forschende erstmals 2022 die Quantifizierung Schwarzer, Grauer und Weißer Schwäne zur evidenzbasierten Politikgestaltung und öffentlichen Debatte vor.

## Antifragilität
Unter dem Begriff der Antifragilität erweitert Taleb seine Beobachtungen und Erkenntnisse über unvorhersehbare Ereignisse auf weite Lebensbereiche, beispielsweise Evolution, Politik, Wirtschaft, Kultur, technische Innovation, Gesundheit, Erziehung.
Taleb umfasst und beschreibt mit dem Begriff der Antifragilität das generelle Phänomen, dass sich angesichts von Unbeständigkeit und den verschiedenen Formen der Unsicherheit auch produktive und positive Entwicklungen ereignen – und nicht nur negative und destruktive. Antifragilität ist demnach allgemein die Eigenschaft oder Fähigkeit, sich unter Unsicherheit, Variabilität, Störungen und Stress zu verbessern. Antifragilität ist hinsichtlich dieser Folgen des Ausgesetztseins in einer sich verändernden und unvorhersehbaren Umwelt als das Gegenteil von Fragilität definiert. Fragiles leidet unter dem Einfluss von Zufälligkeit, Variabilität, Störung und Stress; es wird schlechter oder geht zugrunde. Antifragiles dagegen gewinnt unter demselben Einfluss; es wird ‚besser‘, während das Robuste davon nur lediglich nicht beeinträchtigt wird und ‚unverändert‘ bleibt.
Taleb beschreibt dabei eine Triade („Dreierschema“) fragil–robust–antifragil. Antifragilität ist dabei nicht absolut, sondern stets bis zu einem gewissen Grad der Intensität von Veränderung oder Störung gegeben und außerdem beobachterbezogen.
Die Eigenschaft der Antifragilität lässt sich vor allem im Bereich des Lebendigen und Sozialen (und damit auch inklusive der Wirtschaft) beobachten und beschreiben. Das Überleben von Institutionen wie Banken oder politischen Einrichtungen hängt demnach von ihrem Grad der Fragilität oder Antifragilität ab.
Angesichts von Unsicherheit und Ungewissheit lassen sich demnach Entscheidungen anhand des Kriteriums treffen, ob etwas als (eher) fragil oder (eher) antifragil angesehen werden kann. Dabei braucht nicht auf Prognosen oder Vorhersagen zurückgegriffen werden. Genaue Prognosen im Bereich des Sozialen und Lebendigen sind aufgrund des unvollständigen Wissens nicht (oder nur in einem sehr beschränkten Umfang) möglich.
Antifragilität zeigt sich im Allgemeinen in Überkompensation und Überreaktion gegenüber Störungen und Stress, die oft zu einem besseren Ergebnis führt als erwartet oder befürchtet. Diese Erkenntnisse sind mindestens seit der Antike in Sprichwörtern zusammengefasst, z. B. ingenium mala saepe movent (lateinisch „Widrigkeiten wecken den Verstand“), When life gives you a lemon, make lemonade (engl. „Wenn das Leben dir Saures gibt, mach Limonade daraus“, Not macht erfinderisch). Dazu gehört posttraumatisches Wachstum oder die Beobachtung, dass Aufmerksamkeit und Konzentration auf etwas, beispielsweise einen mündlichen Vortrag oder einen schriftlichen Text, in einer unruhigen und lauten Umgebung steigen. Dies gilt jeweils immer nur bis zu einem gewissen Grad an Störung.
Ein Beispiel für die Beobachtung von Antifragilität im Bereich des Biologischen ist die Beobachtung des Berliner Chirurgen Julius Wolff (1836–1902), dass Knochen bei episodischer Belastung dichter werden und sich abbauen, wenn sie nicht belastet werden (Wolffsches Gesetz). Ausbleibende Belastung durch wenig Bewegung und lange Ruhephasen und der damit einhergehende Rückgang der Knochendichte kann demnach auch ein Grund – und nicht ausschließlich die Folge – für Alterungsprozesse sein.
Es bestehen vereinzelte Ansätze, Antifragilität mathematisch zu beschreiben und messbar zu machen.

## Werk

### Wichtigste Buchveröffentlichungen
Incerto (5 Bände)
- Band 1: Narren des Zufalls: Die verborgene Rolle des Glücks an den Finanzmärkten und im Rest des Lebens. btb Verlag, München 2013, ISBN 978-3442746347.
- Band 2: Der Schwarze Schwan: Die Macht höchst unwahrscheinlicher Ereignisse. Albrecht Knaus Verlag, München 2015, ISBN 978-3-8135-0686-0.
  - Die zuvor erschienenen Bände „Der Schwarze Schwan: Die Macht höchst unwahrscheinlicher Ereignisse“ (2008) und „Der Schwarze Schwan: Konsequenzen aus der Krise“ (2010) werden in dieser Ausgabe zusammengefasst und mit einem neuen Essay von Taleb eingeleitet.
- Band 3: Kleines Handbuch für den Umgang mit Unwissen. Albrecht Knaus Verlag, München 2013, ISBN 978-3-8135-0490-3.
- Band 4: Antifragilität: Anleitung für eine Welt, die wir nicht verstehen. Albrecht Knaus Verlag, München 2013, ISBN 978-3-8135-0489-7.
- Band 5: Skin in the Game: Das Risiko und sein Preis. Penguin Verlag, München 2018, ISBN 978-3-328-60026-8.

Englische Originalveröffentlichung
- Fooled by Randomness: The Hidden Role of Chance in Life and in the Markets. Random House and Penguin, New York 2001, ISBN 0-8129-7521-9 (englisch). Das Buch wurde 2005 mit einer erweiterten 2. Auflage abgeschlossen.
- The Black Swan: The Impact of the Highly Improbable. Random House and Penguin, New York 2007, ISBN 978-1-4000-6351-2 (englisch). Das Buch wurde 2010 mit einer 2. Auflage inkl. des längeren Essays "On Robustness and Fragility" im Anhang abgeschlossen.
- The Bed of Procrustes: Philosophical and Practical Aphorisms. Random House, New York 2010, ISBN 978-1-4000-6997-2 (englisch).
- Antifragile: Things That Gain from Disorder. Random House, New York 2012, ISBN 978-1-4000-6782-4 (englisch).
- Skin in the Game: Hidden Asymmetries in Daily Life. Random House, New York 2018, ISBN 978-0-425-28462-9 (englisch).
  - Auszug: The Intellectual Yet Idiot. (englisch).

Technical Incerto: Lectures Notes on Probability - Mathematische Parallelversion (engl.)
- Band 1: Silent Risk. DesCartes Publishing, 2015 (englisch, fooledbyrandomness.com).
- Band 2: A Mathematical Formulation of Fragility. DesCartes Publishing, 2015 (englisch).

Sonstige Buchveröffentlichungen
- Dynamic Hedging: Managing Vanilla and Exotic Options. John Wiley & Sons, New York 1997, ISBN 0-471-15280-3 (englisch).
- Zusammen mit Pasquale Cirillo: The Logic and Statistics of Fat Tails. Penguin Books, London 2018, ISBN 978-0-1419-8836-8 (englisch).

### Auswahl wissenschaftlicher Publikationen
- P. Cirillo, N. N. Taleb: On the tail risk of violent conflict and its underestimation. In: Physica A: Statistical Mechanics and Applications. 452. Jahrgang, 2016, S. 29–45, doi:10.1016/j.physa.2016.01.050 (englisch).
- N. N. Taleb, R. Douady: On the Super-Additivity and Estimation Biases of Quantile Contributions. In: Physica A: Statistical Mechanics and Applications. 429. Jahrgang, 2015, S. 252–260, doi:10.1016/j.physa.2015.02.038 (englisch). [Statistics, Probability]
- D. Geman, H. Geman, N. N. Taleb: Tail Risk Constraints and Maximum Entropy. In: Entropy. 17. Jahrgang, 2015, S. 1–14, doi:10.3390/e17063724 (englisch). [Mathematics, Risk]
- N. N. Taleb: Unique Option Pricing Measure with neither Dynamic Hedging nor Complete Markets. In: European Financial Management. 21. Jahrgang, Nr. 2, 2015, S. 228–235, doi:10.1111/eufm.12055 (englisch). [Finance, Derivatives Theory]
- N. N. Taleb, C. Sandis: The Skin In The Game Heuristic for Protection Against Tail Events. In: Review of Behavioral Economics. 1. Jahrgang, Nr. 1–2, 2014, S. 115–135, doi:10.1561/105.00000006 (englisch). [Ethics/Probability/Risk Management]
- N. N. Taleb, R. Douady: Mathematical definition, mapping, and detection of (anti)fragility. In: Quantitative Finance. 13. Jahrgang, Nr. 11, 2013, S. 1677–1689, doi:10.1080/14697688.2013.800219 (englisch). [Risk Management]
- N. N. Taleb, D. G. Goldstein: The problem is beyond psychology: The real world is more random than regression analyses. In: International Journal of Forecasting. 28. Jahrgang, Nr. 3, 2012, S. 715–716, doi:10.1016/j.ijforecast.2012.02.003 (englisch). [Decision Theory]
- C. Schmieder, C. Kinda, N. N. Taleb, E. Loukoianova, E. Canetti: A New Heuristic Measure of Fragility and Tail Risks: Application to Stress Testing. In: IMF Working Paper. No. 12/216. Jahrgang, 2012 (englisch). [Economics, Risk]
- E. G. Haug, N. N. Taleb: Option traders use (very) sophisticated heuristics, never the Black–Scholes–Merton formula. In: Journal of Economic Behavior & Organization. 77. Jahrgang, Nr. 2, 2011, S. 97–106, doi:10.1016/j.jebo.2010.09.013 (englisch). [Economics]
- N. N. Taleb, C. S. Tapiero: Risk externalities and too big to fail. In: Physica A: Statistical Mechanics and Applications. 389. Jahrgang, Nr. 17, 2010, S. 3503–3507, doi:10.1016/j.physa.2010.03.014 (englisch). [Risk Management]
- S. Makridakis, N. N. Taleb: Living in a world of low levels of predictability. In: International Journal of Forecasting. 25. Jahrgang, Nr. 4, 2009, S. 840–844, doi:10.1016/j.ijforecast.2009.05.008 (englisch). [Decision Theory, Statistics]
- N. N. Taleb: Errors, robustness, and the fourth quadrant. In: International Journal of Forecasting. 25. Jahrgang, Nr. 4, 2009, S. 744–759, doi:10.1016/j.ijforecast.2009.05.027 (englisch). [Decision Theory, Statistics]
- N. N. Taleb: Finiteness of variance is irrelevant in the practice of quantitative finance. In: Complexity. 14. Jahrgang, Nr. 3, 2009, S. 66–76, doi:10.1002/cplx.20263 (englisch). [Mathematical Finance]
- D. G. Goldstein, N. N. Taleb: We Don’t Quite Know What We Are Talking About. In: The Journal of Portfolio Management. 33. Jahrgang, Nr. 4, 2007, S. 84–86, doi:10.3905/jpm.2007.690609 (englisch). [Finance]
- N. N. Taleb: Black Swans and the Domains of Statistics. In: The American Statistician. 61. Jahrgang, Nr. 3, 2007, S. 198–200, doi:10.1198/000313007X219996 (englisch). [Statistics]
- E. Derman, N. N. Taleb: The illusions of dynamic replication. In: Quantitative Finance. 5. Jahrgang, Nr. 4, 2005, S. 323–326, doi:10.1080/14697680500305105 (englisch). [Mathematical Finance]

### Sonstige Publikationen
- N. N. Taleb: The Most Intolerant Wins: The Dictatorship of the Small Minority (Kapitel aus Skin in the Game), medium.com, 14. Aug. 2016
- Cirillo, P., Taleb, N.N.: Tail risk of contagious diseases. Nat. Phys. (2020). doi:10.1038/s41567-020-0921-x

### Zusammenarbeit
- Taleb arbeitete mit Benoît Mandelbrot an einer Theorie des Risikomanagements.[30]
- Zusammen mit Daniel Goldstein arbeitet Taleb an einem Projekt, das empirisch die Intuition von Leuten gegenüber ökologischer und folgenreicher Ungewissheit testet.[31]
- Taleb war Mitglied der Zurich.Minds-Community.

## Auszeichnungen
Taleb erhielt im Februar 2001 einen Platz in der Derivatives Hall of Fame.
2007 gewann Taleb den GetAbstract International Book Award. Zu den früheren Preisträgern gehören Benoît Mandelbrot, Malcolm Gladwell, Robert Shiller und Chris Anderson.

## Kritik
Talebs Vorbringen, dass sich Statistiker als Pseudowissenschaftler herausstellten, sobald finanzielle Risiken auftauchen – weil Statistiker dann versuchten, ihre mangelnde Kompetenz durch komplizierte mathematische Gleichungen zu verdecken –, hat allgemein Kritik von Statistikern hervorgerufen. Dabei hat die US-Statistiker-Vereinigung insbesondere Talebs Schreibstil und seine Bezugnahme auf die statistische Literatur angegriffen. Robert Lund meint, dass Black Swan manchmal „unbekümmert vorgeht und zu großartigen Übertreibungen neigt; der berufsmäßige Statistiker wird das Buch für universell naiv halten“.
Für Aaron Brown scheint es, als ob „Taleb nie etwas von nichtparametrischen Methoden, Datenanalysen, Visualisierungsinstrumenten oder robusten Schätzungen“ gehört habe, hält dessen Black Swan-Buch dennoch für „Pflichtlektüre“, da es zu selbstständigem Denken anrege.
Westfall und Hilbe beklagen trotz ihres Lobes, dass Talebs Kritik „oftmals unzutreffend und manchmal unerhört ist“.
Der Nobelpreisträger Daniel Kahneman zählte Taleb dagegen zu den weltweit bedeutendsten Intellektuellen und lobte sein Buch Der Schwarze Schwan.